# Eulemur fulvus
Lêmure-marrom, ou lémure-castanho, (Eulemur fulvus) é uma espécie de lêmure pertencente à família Lemuridae.